# Conselho do Borough de North Down
North Down  é um conselho Local no Condado de Down, Irlanda do Norte, com uma população global de cerca de 80.000. Sua cidade principal é Bangor, 20 km a leste de Belfast, com uma população de aproximadamente 55.000. O Conselho tem sede em Bangor. Seu centro secundário é o ex-distrito urbano de Holywood, 8 km a nordeste de Belfast, com uma população de aproximadamente 10.000.
A maioria do restante da população total está em aldeias suburbanas ao longo da costa sul de Belfast Lough.. O bairro é  considerado a área mais rica da Irlanda do Norte, apesar de existirem bolsas de pobreza em uma sequência de transbordamento habitacionais públicos ao longo do Ring Road Bangor.

## Lista de Prefeitos de North Down
1981-1982: Mary O'Fee
1985-1986: Hazel Bradford
1990-1992: Denny Vitty
1992-1993: Leslie Cree
1993-1994: Brian Wilson
1994-1995: Roy Bradford
1995-1996: Susan O'Brien
1996-1997: Irene Cree
1997-1998: Ruby Cooling
1998-1999: Marsden Fitzsimons
1999-2000: Marion Smith
2000-2001: Alan Chambers
2001-2002: Ian Henry
2002-2003: Alan Graham
2003-2004: Anne Wilson
2004-2005: Valerie Kinghan
2005-2006: Roberta Dunlop
2006-2007: Alan Leslie
2007-2008: Stephen Farry
2008-2009: Leslie Cree
2009- atualidade: Tony Hill